# بقايا أمل (مسلسل)
بقايا أمل، مسلسل كويتي، من إخراج وتأليف إبراهيم الحربي.

## الممثلون
- إبراهيم الحربي
- أسمهان توفيق
- طيف
- محمد جابر
- أحمد مساعد
- أحمد السلمان
- علي سلطان
- عبير الجندي
- فاتن الدالي
- عبد الله غلوم
- صالح الحمر
- ليلى السلمان
- هيا الشعيبي
- بدر البلوشي
- إسماعيل الراشد
- محمد الشطي
- هبة سليمان
- نور الهدى صبري
- طاهر النجادة
- محمد أشكناني
- عصرية الزامل
- أحمد الصالح
- أسماء الكويتية